# Yentl van Goch
Yentl van Goch (1 augustus 2000) is een voetbalspeelster uit Nederland.
Ze speelt als verdediger voor Excelsior in de Vrouwen Eredivisie.
Daarnaast speelde ze voor ZVV Den Haag zaalvoetbal.

## Clubcarrière
Yentl van Goch speelde in haar jeugdjaren voor SV Heinenoord. Hier speelde ze onder andere samen met Esmee Brugts. Van Goch kwam vervolgens in de jeugdopleiding van ADO Den Haag terecht. Via RVVH en R.V. & A.V. Sparta maakte ze in 2021 de overstap naar Excelsior Rotterdam. Van Goch maakte haar debuut in de Vrouwen Eredivisie op 27 augustus 2021 in een thuiswedstrijd tegen Ajax door in de basis te starten. Ze begon als aanvalster bij Excelsior, maar groeide langzaam uit tot vleugelverdedigster. In 2023 tekende Van Goch een nieuwe verbintenis die haar tot medio 2024 aan de Rotterdamse club verbonden houdt. Excelsior maakte op 23 mei 2025 bekend dat Van Goch een van de tien speelsters was die de club na het seizoen 2024/25 ging verlaten.

## Statistieken
| Seizoen | Club                | Competitie | Competitie | Competitie | Beker | Beker | Overig | Overig | Totaal | Totaal |
| Seizoen | Club                | Competitie | Wed.       | Dlp.       | Wed.  | Dlp.  | Wed.   | Dlp.   | Wed.   | Dlp.   |
| ------- | ------------------- | ---------- | ---------- | ---------- | ----- | ----- | ------ | ------ | ------ | ------ |
| 2021/22 | Excelsior Rotterdam | Eredivisie | 18         | 0          | 2     | 0     | 0      | 0      | 20     | 0      |
| 2022/23 | Excelsior Rotterdam | Eredivisie | 18         | 0          | 2     | 0     | 0      | 0      | 20     | 0      |
| 2023/24 | Excelsior Rotterdam | Eredivisie | 19         | 0          | 2     | 0     | 0      | 0      | 21     | 0      |
| 2023/24 | Excelsior Rotterdam | Eredivisie | 20         | 0          | 3     | 0     | 0      | 0      | 23     | 0      |
| 2024/25 | Excelsior Rotterdam | Eredivisie | 21         | 0          | 1     | 0     | 0      | 0      | 22     | 0      |
| Totaal  | Totaal              | Totaal     | 77         | 0          | 8     | 0     | 0      | 0      | 85     | 0      |

Bijgewerkt t/m 23 mei 2025.
1 Van der Klooster ·
2 De With ·
3 Westerink ·
4 Helderman ·
5 Van Goch ·
6 Goretkiová ·
7 Breewel ·
8 Van Spijk ·
9 Ellouzi ·
10 Hendriks ·
11 Martina ·
12 De Raaff ·
16 Lammers ·
17 Vrij ·
18 Van Houwelingen ·
19 De Jong ·
20 Frankena ·
22 Homan ·
23 De Ridder ·
24 Pereira ·
25 Mollink ·
29 Lont ·
43 Hardiek ·
Coach: Kreugel
· Assistent-coach: Brummel